# لوساغبیور
لوساغبیور (به ارمنی: Լուսաղբյուր) یک شهرک در ارمنستان است که در استان شیراک واقع شده‌است.  در  کیلومتری شمال گیومری، مرکز استان شیراک واقع شده است.

## خصوصیات
لوساغبیور ۵۶۷ نفر جمعیت دارد و در ارتفاع  متر بالاتر از سطح دریا قرار گرفته است.